# 1100 (عدد)
 1100 هو عدد صحيح، يلي العدد 1099 وويسبق العدد 1101.

## في الرياضيات

### خصائص
- عدد طبيعي.[3]
- عدد زوجي.[4][5]
- عدد موجب،[6] السالب منه هو - 1100.[7]

## في التاريخ
- 1100 هـ هي سنة في التقويم الهجري.
- هي سنة  1100 م في التقويم الميلادي.

## وصلات خارجية
الأعداد الصاتمة، ديوان اللغة العربية.